# Lijst van werken van Gentile da Fabriano
Deze lijst geeft een overzicht van de werken van de Italiaanse kunstschilder Gentile da Fabriano.

## Schilderijen en fresco's
| Afbeelding | Titel | Datering           | Techniek                  | Afmetingen h × b cm                    | Verblijfplaats                                                             | Opmerkingen |
| ---------- | --- | ------------------ | ------------------------- | -------------------------------------- | -------------------------------------------------------------------------- | --- |
|            | Madonna in gloria met de heiligen Franciscus en Clara                                                                           | 1390-1395          | tempera op paneel         | 56,5 × 42                              | Pavia, Pinacoteca Malaspina                                                | |
|            | Madonna met de heiligen Nicolaas van Bari, Catharina van Alexandrië en een schenker                                             | ca. 1395-1400      | tempera op paneel         | 131 × 113                              | Berlijn, Gemäldegalerie                                                    | |
|            | Tronende Madonna met musicerende engelen                                                                                        | ca. 1400-1410      | tempera op paneel         | 115 × 64                               | Perugia, Galleria nazionale dell'Umbria                                    | |
|            | Madonna Davis | ca. 1410           | tempera op paneel         | 85,7 × 50,8                            | New York, Metropolitan Museum of Art                                       | Mogelijk het middendeel van het Sandei-retabel (?) |
|            | De apostelen Jacobus de Meerdere en Petrus                                                                                      | ca. 1410-1412      | tempera op paneel         | Jacobus: 28,3 × 8,5 Petrus: 23,2 × 6,5 | Settignano (Florence), Villa I Tatti, Collectie Bernard Berenson           | Fragmenten van het Sandei-retabel |
|            | Maria met Kind | ca. 1400-1405      | tempera op paneel         | 58 × 48                                | Ferrara, Pinacoteca nazionale di Ferrara                                   | |
|            | Retabel van Valle Romita | ca. 1410-1412      | tempera op paneel         | 280 × 250                              | Milaan, Pinacoteca di Brera                                                | Gedeeltelijke reconstructie nadat het retabel eerder ontmanteld was. Onder De kroning van Maria bevond zich waarschijnlijk de Kruisiging die in hetzelfde museum wordt bewaard.          |
|            | Kruisiging | ca. 1410-1412      | tempera op paneel         | 64,20 × 40,4                           | Milaan, Pinacoteca di Brera                                                | Fragment van het Retabel van Valle Romita |
|            | Tronende Madonna met twee engelen                                                                                               | 1410-1415          | tempera op paneel         | 58,7 × 42,9                            | Tulsa, Philbrook Museum of Art                                             | |
|            | Apostel | 1410-1415          | tempera op paneel         | 23,4 × 8,2                             | Bologna, Pinacoteca nazionale di Bologna                                   | |
|            | Apostel met een boek | 1410-1415          | tempera op paneel         | 23 × 8,3                               | Bologna, Pinacoteca nazionale di Bologna                                   | |
|            | Fresco's in het palazzo Trinci: - Loggia van Romulus en Remus - Zaal van de giganten - Zaal van de Vrije Kunsten en de planeten | ontwerp: 1411-1412 | fresco                    |                                        | Foligno, palazzo Trinci                                                    | De ontwerpen van Gentile da Fabriano zijn waarschijnlijk grotendeels of volledig uitgevoerd door een groep ateliermedewerkers (onder wie mogelijk Jacopo Bellini) en lokale kunstenaars. |
|            | Kroning van Maria | ca. 1420           | tempera en goud op paneel | 87,50 × 64                             | Los Angeles, Getty Museum                                                  | Oorspronkelijk de voorzijde van een processie-standaard |
|            | Sint-Franciscus ontvangt de stigmata                                                                                            | ca. 1420           | tempera en goud op paneel | 87 × 64                                | Mamiano di Traversetolo (Parma), Fondazione Magnani-Rocca                  | Oorspronkelijk de achterzijde van een processie-standaard |
|            | Aanbidding van het Christuskind                                                                                                 | ca. 1420-1421      | tempera op paneel         | 72 × 42,6                              | Los Angeles, Getty Museum                                                  | |
|            | Maria met Kind | ca. 1420-1423      | tempera op paneel         | 95,9 × 56,5                            | Washington, National Gallery of Art                                        | |
|            | Intercessie-retabel | ca. 1420-1423      | tempera op paneel         |                                        | Florence, San Niccolò Oltrarno                                             | |
|            | Madonna van de nederigheid | ca. 1420-1423      | tempera op paneel         | 56 × 41                                | Pisa, Museo nazionale di San Matteo                                        | |
|            | Aanbidding van de wijzen of Strozzi-retabel                                                                                     | 1423               | tempera op paneel         | 300 × 282                              | Florence, Uffizi                                                           | Het originele rechterpaneel van de predella bevindt zich in het Louvre (het retabel in de Uffizi bevat een kopie)                                                                        |
|            | Presentatie van Jezus in de tempel                                                                                              | 1423               | tempera op paneel         | 25 × 62                                | Parijs, Louvre                                                             | Het oorspronkelijke rechterpaneel van de predella van het Strozzi-retabel |
|            | Maria met Kind (fragment) | ca. 1423-1425      | tempera op paneel         | 24,8 × 19                              | Settignano (Florence), Villa I Tatti, Collectie Bernard Berenson           | |
|            | Tronende Madonna met de heiligen Laurentius en Hiëronymus                                                                       | ca. 1423-1425      | tempera op paneel         | 170 × 61                               | New York, Frick Collection                                                 | |
|            | Annunciatie | ca. 1423-1425      | tempera op paneel         | 41 × 49                                | Rome, Vaticaanse Pinacotheek                                               | |
|            | Steniging van de heilige Stefanus                                                                                               | ca. 1423-1427      | tempera en goud op paneel | 16,5 × 27                              | Wenen, Kunsthistorisches Museum                                            | |
|            | Maria met Kind | ca. 1424           | tempera en goud op paneel | 91,4 × 62,9                            | New Haven, Yale University Art Gallery                                     | |
|            | Quaratesi-retabel Middendeel: Madonna met engelen en Verlosser (medaillon)                                                      | 1425               | 222,7 × 83                | tempera op paneel                      | Royal Collection, Hampton Court, uitgeleend aan National Gallery in Londen | |
|            | Quaratesi-retabel Paneel linkerdeel: Maria Magdalena                                                                            | 1425               | tempera op paneel         | 200 × 60                               | Florence, Uffizi                                                           | |
|            | Quaratesi-retabel Paneel linkerdeel: Sint-Nicolaas van Bari                                                                     | 1425               | tempera op paneel         | 200 × 60                               | Florence, Uffizi                                                           | |
|            | Quaratesi-retabel Paneel rechterdeel: Johannes de Doper                                                                         | 1425               | tempera op paneel         | 200 × 60                               | Florence, Uffizi                                                           | |
|            | Quaratesi-retabel Paneel rechterdeel: Sint-Joris                                                                                | 1425               | tempera op paneel         | 200 × 60                               | Florence, Uffizi                                                           | |
|            | Quaratesi-retabel Paneel predella: Geboorte van Sint-Nicolaas                                                                   | 1425               | tempera op paneel         | 36,5x36,5                              | Rome, Vaticaanse Pinacotheek                                               | |
|            | Quaratesi-retabel Paneel predella: Sint-Nicolaas geeft drie goudstukken aan de arme meisjes                                     | 1425               | tempera op paneel         | 36,5 × 36,5                            | Rome, Vaticaanse Pinacotheek                                               | |
|            | Quaratesi-retabel Paneel predella: Sint-Nicolaas redt een schip tijdens een storm op zee                                        | 1425               | tempera op paneel         | 39 × 62                                | Rome, Vaticaanse Pinacotheek                                               | |
|            | Quaratesi-retabel Paneel predella: Sint-Nicolaas redt drie jongemannen uit de pekel                                             | 1425               | tempera op paneel         | 36,5 × 36,5                            | Rome, Vaticaanse Pinacotheek                                               | |
|            | Quaratesi-retabel Paneel predella: Mirakel van de pelgrims bij het graf van Sint-Nicolaas                                       | 1425               | tempera op paneel         | 36,5 × 36,5                            | Washington, National Gallery of Art                                        | |
|            | Madonna met engelen of Madonna van Orvieto                                                                                      | 1425               | fresco                    | 225 × 125                              | Orvieto, Kathedraal van Orvieto                                            | |
|            | Madonna met twee engelen of Madonna van Velletri                                                                                | ca. 1426-1427      | tempera op paneel         | 110,4 × 66,3                           | Velletri, Museo diocesano                                                  | |

## Verantwoording
- Dit artikel of een eerdere versie ervan is een (gedeeltelijke) vertaling van het artikel Gentile da Fabriano op de Italiaanstalige Wikipedia, dat onder de licentie Creative Commons Naamsvermelding/Gelijk delen valt. Zie de bewerkingsgeschiedenis aldaar.